# 394445 Unst
394445 Unst è un asteroide della fascia principale. Scoperto nel 2007, presenta un'orbita caratterizzata da un semiasse maggiore pari a 2,6015504 au e da un'eccentricità di 0,1153003, inclinata di 5,74811° rispetto all'eclittica.